# صفاریه
صفاریه (به عربی: صفاریه) یک منطقهٔ مسکونی در لبنان است که در شهرستان جزین واقع شده‌است. صفاریه ۴٫۶۱ کیلومتر مربع مساحت دارد ۵۲۰ متر بالاتر از سطح دریا واقع شده‌است.